# Kaare Lie
Kaare Emil Lie (Lund, 25 luglio 1905 – Hallangspollen, 14 giugno 1968) è stato un calciatore norvegese, di ruolo attaccante.

## Carriera

### Club
Lie giocò con le maglie di Holmestrand e Frigg.

### Nazionale
Conta 2 presenze per la Norvegia. Esordì il 17 giugno 1928, schierato in campo nella sfida persa per 2-3 contro la Danimarca.